# Bythograea
Bythograea is een geslacht van kreeftachtigen uit de klasse van de Malacostraca (hogere kreeftachtigen).

## Soorten
- Bythograea galapagensis Guinot & Hurtado, 2003
- Bythograea intermedia Saint Laurent, 1988
- Bythograea laubieri Guinot & Segonzac, 1997
- Bythograea microps Saint Laurent, 1984
- Bythograea thermydron Williams, 1980
- Bythograea vrijenhoeki Guinot & Hurtado, 2003